# Springsteen - Liberami dal nulla
Springsteen - Liberami dal nulla (Springsteen: Deliver Me from Nowhere) è un film del 2025 diretto da Scott Cooper.
Tratto dal libro Liberami dal nulla. Bruce Springsteen e Nebraska di Warren Zanes e prodotto da 20th Century Studios, il film racconta il periodo, all'inizio degli anni ottanta, durante il quale il cantautore statunitense Bruce Springsteen si dedicò alla registrazione del suo album acustico Nebraska. Springsteen è interpretato da Jeremy Allen White.

## Promozione
Il primo trailer è stato diffuso il 18 giugno 2025.

## Distribuzione
La distribuzione del film nelle sale italiane è prevista per il 23 ottobre 2025, un giorno prima di quelle statunitensi.